# Aglossophanes pachygramma
Aglossophanes pachygramma là một loài bướm đêm trong họ Geometridae.